# フレイミングハム (マサチューセッツ州)
- フラミンガム

フレイミングハム（英: Framingham）は、アメリカ合衆国マサチューセッツ州の中央部、ミドルセックス郡の南部に位置する都市である。2020年の国勢調査では人口72,362人。1700年に町として設立された。CNNの雑誌「マネー」の2012年「アメリカで住むために最適な場所」リストでは第36位に入った。2018年に市制施行。

## 歴史
フレイミングハムはオールド・コネチカット・パスと呼ばれる古代の道沿いにあり、1647年にサドベリー川西岸にジョン・ストーンが入植したのが開拓の始まりだった。1660年、マサチューセッツ湾植民地の役人であり、イングランドのサフォークにあるフレイムリンガム出身だったトマス・ダンフォースが、「ダンフォース農園」のある土地の払下げを受け、15,000エーカー (60 km²) 以上となる資産の蓄積を始めた。ダンフォースは町の法人化については断固として請願を出すことに抵抗したので、公式の法人化はダンフォースが死んだ翌年の1700年になった。イングランドのフレイムリンガム（"Framlingham"）の綴りの"L"が何故落とされたのかは不明である。最初の教会は1701年に組織され、1706年には最初の教師が雇用され、最初の恒久的学校舎ができたのは1716年だった。
1775年2月22日、イギリス軍のトマス・ゲイジ将軍が2人の士官とボストン出身の兵士1人を派遣し、ウースターに向かう道路の調査を行わせた。フレイミングハムでは、それらのスパイがバックミンスターの酒場に立ち寄った。彼らは町の民兵が建物の外に集合する様子を観察し、その数に驚いたが、その訓練度合いには印象を受けなかった。その訓練後に「全中隊が」酒場に入って来たが、士官達は見破られないように工夫し、翌日もその任務を継続した。4月18日から19日、ゲイジはその道路沿いに行軍を命令せず、その代わりにコンコードに向かうよう命じた。フレイミングハムはそれに続いたレキシントン・コンコードの戦いに、2個中隊約130名の民兵を派遣した。その中で1名が負傷した。
南北戦争に繋がる時代、フレイミングハムは奴隷制度廃止運動家が毎年集合する地点になった。1854年から1865年の毎年独立記念日に、マサチューセッツ反奴隷制度協会が現在のフレイミングハム中心街に近いハーモニーグローブと呼ばれるピクニック場で集会を開催した。1854年の集会では、ウィリアム・ロイド・ガリソンが1850年に成立した逃亡奴隷法、それを強制する判決文、およびアメリカ合衆国憲法の写しを燃やした。その日に出席した他の著名な奴隷制度廃止運動家としては、ウィリアム・クーパー・ネル、ソジャーナ・トゥルース、ウェンデル・フィリップス、ルーシー・ストーン、ヘンリー・デイヴィッド・ソローがいた。
第二次世界大戦後のベビーブームの時代に、フレイミングハムは他の多くの郊外地域と同様に人口と家屋の大きな増加を経験した。この時代に建設された家屋の多くはスキップフロアや農場風の家屋で構成されている。
フレイミングハムは心臓病の研究で知られる。また1844年に宝石とウオッチ・ボックスのメーカーとしてアーロン・ラフキン・デニソンが設立したデニソン・マニュファクチャリング社で知られる。デニソンは近くにあるウォルサム時計会社で、アメリカ式時計製造のパイオニアとなった。その兄弟であるエリファレット・ウォーフ・デニソンはその会社をかなりの大きさの複合企業に育て、1990年には合併してアベリー・デニソンとし、本社はカリフォルニア州パサデナに置き、フレイミングハムには活発な事務所を置いている。
フレイミングハムは2000年にその創立300周年を祝った。

### 町名の発音
フレイミングハムの第1音節はaの長音「エイ」と発音される。正確には"framing" と "ham" の2語を合わせた形で発音されている。

## 地理
フレイミングハム町は北緯42度17分59秒 西経71度25分35秒 / 北緯42.29972度 西経71.42639度 (42.299795, −71.426627)に位置している。
アメリカ合衆国国勢調査局に拠れば、町域全面積は26.4平方マイル (68.5 km2)であり、このうち陸地25.1平方マイル (65.1 km2)、水域は1.3平方マイル (3.4 km2)で水域率は4.99%である。
フレイミングハムはマサチューセッツ州東部にあり、ボストンの西20マイル (32 km)、ボストン市とウースター市の中間にある。町の西はサウスボロ町とマールボロ市、南はシャーボーン町とアシュランド町、東はネイティック町、北東はウェイランド町、北はサドベリー町に接している。
フレイミングハムの町の中央をマサチューセッツ州道9号線が東西方向に貫通している。サウスフレイミングハムには中心街（町役場がある）、コバーンビルとローカービルのビレッジ、セイラム・エンド道路がある。ノースフレイミングハムにはノブスコット、パインフィールド、リッジフィールド、サクソンビルの各ビレッジがあり、フレイミングハム・センター（町の地理上の中心、タウンコモンズがある）が入っている。

## 人口動態
以下は2010年国勢調査による人口統計データである。
| 基礎データ - 人口: 68,318 人 - 世帯数: 27,529 世帯 - 家族数: 16,573 家族 - 人口密度: 1,028.4人/km2（2,663.6 人/mi2） - 住居数: 26,734 軒 - 住居密度: 410.9軒/km2（1,065.1 軒/mi2） 人種別人口構成 - 白人: 65.3% - アフリカン・アメリカン: 5.8% - ネイティブ・アメリカン: 0.8% - アジア人: 6.3% - 太平洋諸島系: 0.1% - その他の人種: 6.27% - 混血: 3.38% - ヒスパニック・ラテン系: 13.4% - プエルトリコ系：4.7% - グアテマラ系：1.8% - エルサルバドル系：1.5% - ドミニカ系：1.1% - メキシコ系：0.9% - コロンビア系：0.6% - ペルー系：0.3% | 年齢別人口構成 - 18歳未満: 21.4% - 18-24歳: 9.0% - 25-44歳: 34.5% - 45-64歳: 22.1% - 65歳以上: 13.0% - 年齢の中央値: 36歳 - 性比（女性100人あたり男性の人口） - 総人口: 91.3 - 18歳以上: 88.6 世帯と家族（対世帯数） - 18歳未満の子供がいる: 29.1% - 結婚・同居している夫婦:50.0% - 未婚・離婚・死別女性が世帯主: 10.2% - 非家族世帯: 36.6% - 単身世帯: 28.7% - 65歳以上の老人1人暮らし: 9.1% - 平均構成人数 - 世帯: 2.43人 - 家族: 3.02人 収入と家計（2010年データ） - 収入の中央値 - 世帯: 54,288米ドル - 家族: 67,420米ドル - 性別 - 男性: 46,122米ドル - 女性: 35,941米ドル - 人口1人あたり収入: 27,758米ドル - 貧困線以下 - 対人口: 16.0% - 対家族数: 8.0% - 18歳未満: 11.4% - 65歳以上: 6.1% |

フレイミングハムではブラジル人移民が大きな存在になっている。1980年代からゴベルナドール・バラダレスという単一都市から大勢のブラジル人が移ってきた。

### 住宅
フレイミングハムはマサチューセッツ州法第40章Bに規定する10%に合致する数少ない町の1つである。収入の中央値の70%のレベルにある人々を対象にした購入可能な家屋価格の規定である。この第40章Bの規定に加えて、収入中央値の30%のレベルにある人々を対象にした高い比率の賃貸住宅もある。周辺の町よりも賃貸住宅の比率はかなり高い。州全体を見ると、賃借者の収入中央値は住宅所有者の収入中央値の47%であり、ミドルセックス郡では50%を少し上回る程度である。フレイミングハムでは賃借者の収入中央値は33,626ドル、住宅所有者の収入中央値、75040ドルの45%である。
サウスフレイミングハムの住宅は一戸建て住宅が多く、敷地面積は0.5エーカー (2,000 m²)であり、他に多世帯家屋やアパートがある。町の購入可能な家屋の多くは州道9号線の南にある。しかし、サウスフレイミングハムの西側、セイラムエンド道路周辺には多くの大型一戸建て住宅がある。この地域は一連の貯水池やサドベリー川によって、サウスサイドの大半から分離されているので、サウスフレイミングハムにあると見なされていないことが多い。また、ラーニド池やグレアソン池の縁、中心街に近いコンコード通りやユニオン・アベニュー沿いには多くの大型ヴィクトリア様式家屋がある。さらにサウスフレイミングハムの西側、州道9号線沿いには、町のアパートの主要部となっている多層階アパートが幾つかならんでいる。
ノースフレイミングハムは元々大半が農地であり、第二次世界大戦後に0.5エーカー (2,000 m²) 以上の土地に一戸建て住宅が建てられてきた。イーストサイドにあるサクソンビルのビレッジは古い工場地帯であり、多くのヴィクトリア様式家屋もあり、元の砂利採取場に600戸以上の新築家屋を造る大規模開発が行われている。ウェストサイドにあるノブスコットのビレッジは、地域の平均住宅価格よりも高い家屋が多い。ノースサイドには幾つか小規模アパートがあるが、その大半は集合住宅に転換されてきた。1950年代と1960年代、ノブスコット、パインフィールド、サクソンビルの各ビレッジは、カンパネリ・カンパニーが建設した数多いスラブと高床の農園風住宅がある。これらの住宅は古典的で似たようなタイプの家屋であり、外観も部屋割りも同じである。6種ないし7種の住宅があり、その大半は部屋割りが "L" 字に似ているために、カンパネリ "L" ランチと呼ばれている。その建設当時、これら住宅は住宅を所有すると言うアメリカンドリームの典型と見られていた。今日では質素な家屋と見られている。
今日、フレイミングハムの大半は北西部4分の1を除いて開発され尽くしてきた。この北西部では井戸と汚水処理タンク方式を持つ人々が多く、大量の岩盤があることとも合わせて、未開の土地の大半も開発が妨げられている。

## 政府

### 町マネジャー
町マネジャーは町政委員会に雇用され、町政の日々の運営を管理し、委員会に報告している。町マネジャーは人事の採用、解雇に責任がある。フレイミングハムが強い町マネジャーを持つ以前、町マネジャーには雇用、解雇の権限が無く、当時は3人の委員だった町政委員会の指示で動いた執行管理官が日々の管理を行っていた。

### タウンミーティング
フレイミングハムは18の選挙区に分割されている。各選挙区からタウンミーティングの代表12人ずつを選定している。その任期は3年間である。アメリカ合衆国の中でタウンミーティング方式を採用している町として、フレイミングハムは人口最大である。タウンミーティングは町の立法府として機能することに加え、地区割りの権限もあり、選挙区を定義し、また土地収用権については承認を得る必要がある。
フレイミングハムのタウンミーティングは、合計7つの常設委員会がある。各委員会には18選挙区のそれぞれからタウンミーティング代表を委員とすることができる。各区の代表は委員会の委員を毎年選出する。委員会は次の通りである。
- 地域事業
- 教育
- 企画と地区割り
- 公衆安全
- 公共事業
- 規則
- 資金源

これら常設委員会は地域社会の関心があるタウンミーティング議題の各条項について、審査し、タウンミーティングに対して推薦を行う責務がある。

### 選挙で選ばれる委員
指名で選出される町の委員会や理事会の他に、町の有権者から直接選挙で選ばれる7つの委員会がある。
- 町政委員会（5人）
- 図書館信託委員会（12人）
- 地域職業訓練校委員会（8人）
- 教育委員会（7人）
- 企画理事会（5人）
- 住宅局（4人）
- エジェルグローブ墓地信託委員会（5人）

## 教育
フレイミングハム教育部は1706年に最初の校長にジョシュア・ヒメンウェイ助祭を雇用した時にその歴史を遡ることができる。フレイミングハムは最初の校長を雇ったが、独自の学校の建物を得たのは1716年になってからだった。最初の高校であるフレイミングハム・アカデミーは1792年に開校したが、この学校は財政問題と私立学校に町が資金を提供することの妥当性で閉校することになった。最初の町が運営する高校は1852年に開校となり、町の様々な場所を移りながら連続して運営されている。
フレイミングハムには14の公立学校があり、フレイミングハム公共教育学区に属している。この学区には高校としてフレイミングハム高校、中学校3校（ウォルシュ、フラー、カメロン）、小学校9校（バーバリ、ブロフィ、ダニング、ヒメンウェイ、キング、マッカーシー、ポッターランド、ステイプルトン、ウッドロウ・ウィルソン）、およびブロックス・プレスクールがある。この学区の主事務所はフラッグ・ドライブ沿いにあるフラー管理ビルに入っている。また、ウォーター通り沿いのキング小学校にも事務所がある。町は地域職業訓練校と、地域チャータースクールも所有している。フレイミングハムには、サミット・モンテッソリ学校、サドベリーバレー学校、など私立学校もある。教区学校はマリアン高校など3校、ユダヤ教のデイスクール1校、特殊学校も数校ある。
フレイミングハムがその学校をアップグレードさせ始めた1998年から、カメロン中学校、ウッドロウ・ウィルソン小学校、マッカーシー小学校、フレイミングハム高校を改修してきた。財政の問題あるいは人口減少のために先延ばしにされていた公立学校の校舎2棟がメトロウェスト・ユダヤ教デイスクールとマサチューセッツ湾コミュニティカレッジに貸し出された。現在は使われていない校舎が幾つか売却された。
フレイミングハムにはフレイミングハム州立大学、マサチューセッツ湾コミュニティカレッジのフレイミングハム・キャンパスなど、3つのカレッジがある。

## 交通
フレイミングハムは州中央部の商業中心であるウースター市と、ニューイングランド最大の港のある大都市圏ボストン市のほぼ中間に位置している。鉄道や高規格道路がこれら大都市と都市圏にあるその他の町を結んでいる。

### 空港
定期国際便の発着する最寄り空港はボストン市のジェネラル・エドワード・ローレンス・ローガン国際空港であり、フレイミングハムからは約40キロメートルにある。43キロメートル離れたウースター地域空港からは、ニューヨークやフロリダ州方面への定期運航がある。

### 鉄道
- アムトラックのフレイミングハム駅はウェイヴァリー・ストリート417にある[40][41]。アムトラックのシカゴ-ニューヨーク・ボストン間を結ぶ夜行長距離列車レイクショア・リミテッド号が1日1往復（当駅にはボストン発着の編成が）停車する[42]。
- マサチューセッツ湾交通局通勤鉄道フレイミングハム・ウースター通勤線により、ボストンの南駅やバックベイ駅、ウースターのユニオン駅に繋がれている。バックベイ駅には42分ないし45分で行くことができる。元はフレイミングハムがこの線の終点だったのでフレイミングハム通勤鉄道線と呼ばれていたが、1996年にウースターまで延伸された[43]。この線はニュートン市、ウェルズリー町、ネイティック町、アシュランド町、サウスボロ町、ウェストボロ町およびグラフトン町にも停車する[44]
- CSXトランスポーテーションがフレイミングハムを通る貨物鉄道線を運行している

### バス
- マサチューセッツ港湾局（マスポート）がローガン空港とを直接結ぶバス便、ローガン・イクスプレスを毎日運行している[45]。このバスターミナルと有料駐車施設が、マサチューセッツ・ターンパイク出口13番に近いショッパーズ・ワールド・モールにある。州道9号線と同30号線の間にある。
- ピーターパン・バスラインズが、ウースター、ニューヨーク、ボストン各市へバス便を運行している
- マサチューセッツ港湾局が、高齢者および身体障碍者のために補助的交通機関の「ザ・ライド」を運行している
- メトロウェスト地域交通局が、ボストン大都市圏西部のアシュランド、ホリストン、ホプキントン、ミルフォード、マールボロ、サドベリー、シャーボーン、ネイティック、ウェストンとを繋ぐ地域バス便を運行している
- リモライナーはニューヨーク市とを結んでいる

### 通勤サービス
パークアンドライドのサービスには次のものがある
- マサチューセッツ州交通省が、ショッパーズ・ワールド・モールの南側、フルーティ・パスとイースト道路の交差点にある駐車場で無料パークアンドライド施設を運営している
- マサチューセッツ州交通省は、マサチューセッツ・ターンパイクの出口12番近く、フレイミングハムの西側にあるカリフォルニア・アベニューの向かいにある駐車場でも無料パークアンドライド施設を運営している

### 民間サービス
フレイミングハムにはトミーズ・タクシーとタウン・タクシーのタクシー会社2社があり、地域をカバーするリムジーンの会社も数社ある。

### 主要高規格道路
フレイミングハムの町内を州間高速道路1本と州道4本が走っている。
| 道路                        | 種別                             | 地元での名称                                                                       | 方向 |
| --------------------------- | -------------------------------- | ---------------------------------------------------------------------------------- | ---- |
| 州間高速道路90号線          | 州間高速道路、自動車専用有料道路 | マサチューセッツ・ターンパイク                                                     | 東西 |
| マサチューセッツ州道9号線   | 州道、上下分離道                 | ウースター道路 ボストン/ウースター・ターンパイク、テッド・ウィリアムズ・ハイウェイ | 東西 |
| マサチューセッツ州道30号線  | 州道、部分上下分離道             | コチテュエイト道路、ウースター道路、プレザント通り                                 | 東西 |
| マサチューセッツ州道126号線 | 州道、幹線道                     | オールド・コネチカット・パス、スクール通り、コンコード通り、ホリス通り             | 南北 |
| マサチューセッツ州道135号線 | 州道、幹線道                     | ウェイバリー通り                                                                   | 東西 |

## 経済
フレイミングハムの経済は、小売業とオフィス施設から圧倒的に推進されている。小さな製造業や、配管、機械、電気工事などの事業所は似たような大きさの町に見られるようものが散開している。町の中に事業地区が3か所ある。すなわちゴールデン・トライアングル、中心街/サウスフレイミングハム、ウェストフレイミングハムである。さらにフレイミングハム・センター、サクソンビル、ノブスコットの各ビレッジ、また州道9号線回廊沿いに小さな事業地区がある。

### ゴールデン・トライアングル
ゴールデン・トライアングルは当初、フレイミングハム東部の3平方マイル (7.8 km²) の地区だった。ウースター道路（州道9号線）、コチテュエイト道路（州道30号線）、ネイティック町のスピーン通りが境界だった。1993年、州道30号線の北にBJのホウルセイル・クラブとスーパー・ショップ&ストップが建設されたことにより、この地域が従来の三角形の境界を越えて拡大を始めた。現在は当初の地域に加えて、オールド・コネチカット・パス、コンコード通り（州道126号線）、スピーン通り、州道30号線の北の一部を含んでいる。この地域の大きさと複雑さの故に、フレイミングハムとネイティックの両町は共同で同様な地域割りのある1つの地区として運営している。ニューイングランドでも最大級のショッピング地区となった。
この地域は1951年にショッパーズ・ワールド・モールが建設されたことで形成された。このモールは国内では第2位となる大型屋外ショッピングモールであり、ミシシッピ川以東では最初のものだった。このモールは地域に他にも多くの小売業建設計画を誘引することとなり、1961年にマーシャルズ（1997年にベッド・バス・アンド・ビヨンドとして再建）、1966年のカルダー（2002年にウォルマートとして再建）、1960年代のブラッドレス（2002年にコールズとして再建）、1970年のルート30モール、AMCフレイミングハム15、1978年のフレイミングハム・モール（2000年に再建）、およびロウズ（もとはベライゾン・ビルディング、2006年）と続いた。ネイティックでの補完的な開発には、1966年のネイティック・モール（1991年に再建、2007年に拡張し、ネイティック・コレクションと改名）、1960年のシャーウッド・プラザ、1978年のクローバーリーフ・マーケットプレース、さらにザ・ホーム・デポがあった。1994年、ショッパーズ・ワールド・モールが解体され、ショッパーズ・ワールドと名付けられた商店街に代わった。このトライアングルの中にはホテルが7件、車のディーラーが2店ある。
小売業の店舗に加えて、トライアングルの中にある幾つかの会社の本社を含め、地域には大型事務所ビルの開発もあった。TJXカンパニーズの世界本社は州道30号線とスピーン通り交差点にあり、IDGやIDCの主オフィスもある。その他、ディスラプター・ビーム、ブレイアーズ、レガット・マッコール、アメリカ心臓協会、アメリカがん協会などもこの地域に施設を持っている。ボストン・サイエンティフィックの本社がネイティックにあり、旧カーリング・ブルワリーの建物と元プライムのパークウェイ複合施設にある。このトライアングルの境界内やそれに沿って大型オフィスビルが1ダース以上ある。

### 中心街/サウスフレイミングハム

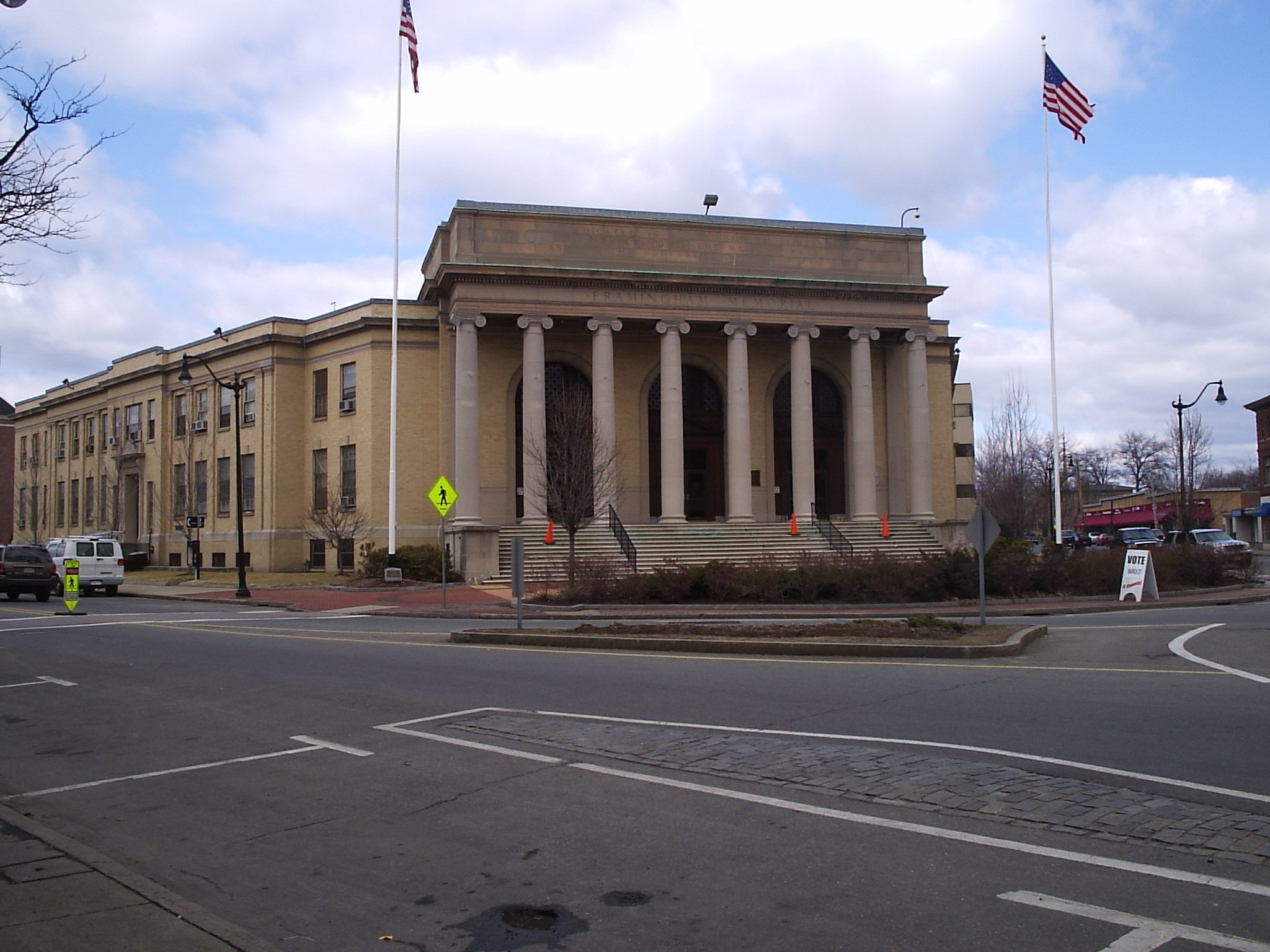
メモリアルビル、フレイミングハムの町役場

中心街地域はコンコード通りとユニオン・アベニューの交差点によって形成された、メモリアル広場と呼ばれる"Y"字型のロータリー交差点の間にある。その北にはアービング通りとホリス通りの交差点に対称となる交差点がある。この地域はウェイバリー通り（州道135号線）とマサチューセッツ湾交通局の通勤線で二分されている。中心となる建物は町役場であるメモリアルビルである。地域全体について、ユニオン・アベニューとコンコード通りの交差点を数百万ドルをかけて再建途中にあり、ロータリー交差点が無くなって、信号が規制する交差点になる。アービング通りとホリス通りの交差点にも信号が設置され、地域の古い信号機は上級化もされる。側道も全て置き換えられ、照明が更新され、ベンチや自転車ラックなど新しいアメニティも設置される。この計画は2012年に始まるよう計画されていたが、2014年から2015年にまで遅れた。
サウスフレイミングハムは1880年代に鉄道が開通して町の商業中心になった。デニソン・マニュファクチャリングができ、元ゼネラルモーターズ・フレイミングハム組立工場もできたが、1980年代後半にこれらの工場が閉鎖された後は経済不況に陥った。2000年代初期からヒスパニック系やブラジル系移民が流入し、地区の再活性化が始まった。ブラジルやスペイン系を対象にした小売店と共に、レストランや、法律と金融のサービス、町の事務所と図書館、美術館、警察署があり、社会保障局の支所もある。アジア系やインド系の店舗やレストランが追加されて、民族性の香りが多様になり、多くの小企業、レストラン、自動車関連の店舗が、西部のウィンター通りの東のネイティックからウェイバリー通りに並んでいる。
2006年、フィッツ・マーケット&ヒメンウェイのビルディング・ファサードが改修工事を始めた。これら改修された構造物は2006年マサチューセッツ州歴史委員会保存賞の復元復旧部門で表彰された。さらにアーケード・ビルディングや元デニソン・ビルディング複合施設を巻き込んだ幾つか小売りと住宅のプロジェクトが計画段階にあるか、工事中である。

### ウェストフレイミングハム
フレイミングハムのウェストサイドにある事業地区は主に州道9号線沿い、テンプル通りで始まる所にある。2つの大きなオフィス産業団地が支配的である。州道9号線の北側にあるフレイミングハム産業団地と南側にあるフレイミングハム技術団地はどちらもアシュランドとサウスボロとの境界にある。ボーズとステイプルズIncがこれらの団地に世界本社を置いている。コンビニエンスストアチェーンのカンバーランドファームズも同様である。さらにネテッザ、ゲンザイム、キャピタルワン、CAテクノロジーズ、ITTテック、さらに地元新聞のメトロウェスト・デイリーニューズといった企業がここに施設を置いている。フレイミングハムにある自動車ディーラー7店のうち2店がウェストフレイミングハムにある。フォードとトヨタ/サイオンである.。
州道9号線のテンプル通りから産業団地まで多層階のアパートや集合住宅が並んでいる。これらの建物はフレイミングハムの集合住宅の大半を代表するものであり、事業用複合施設と共に、ウェストサイドにおける支援サービスの大規模ネットワークを創設してきた。フレイミングハムの2つ目のスーパー・ストップ&ショップ・スーパーマーケット、多くのレストランとパブ、シェラトンとレジデンス・イン・バイ・マリオットホテル、さらに大型デイケア施設は全て、州道9号線のテンプル通りからアシュランドまで2マイル (3 km)  の部分にある。

### ビレッジと州道9号線

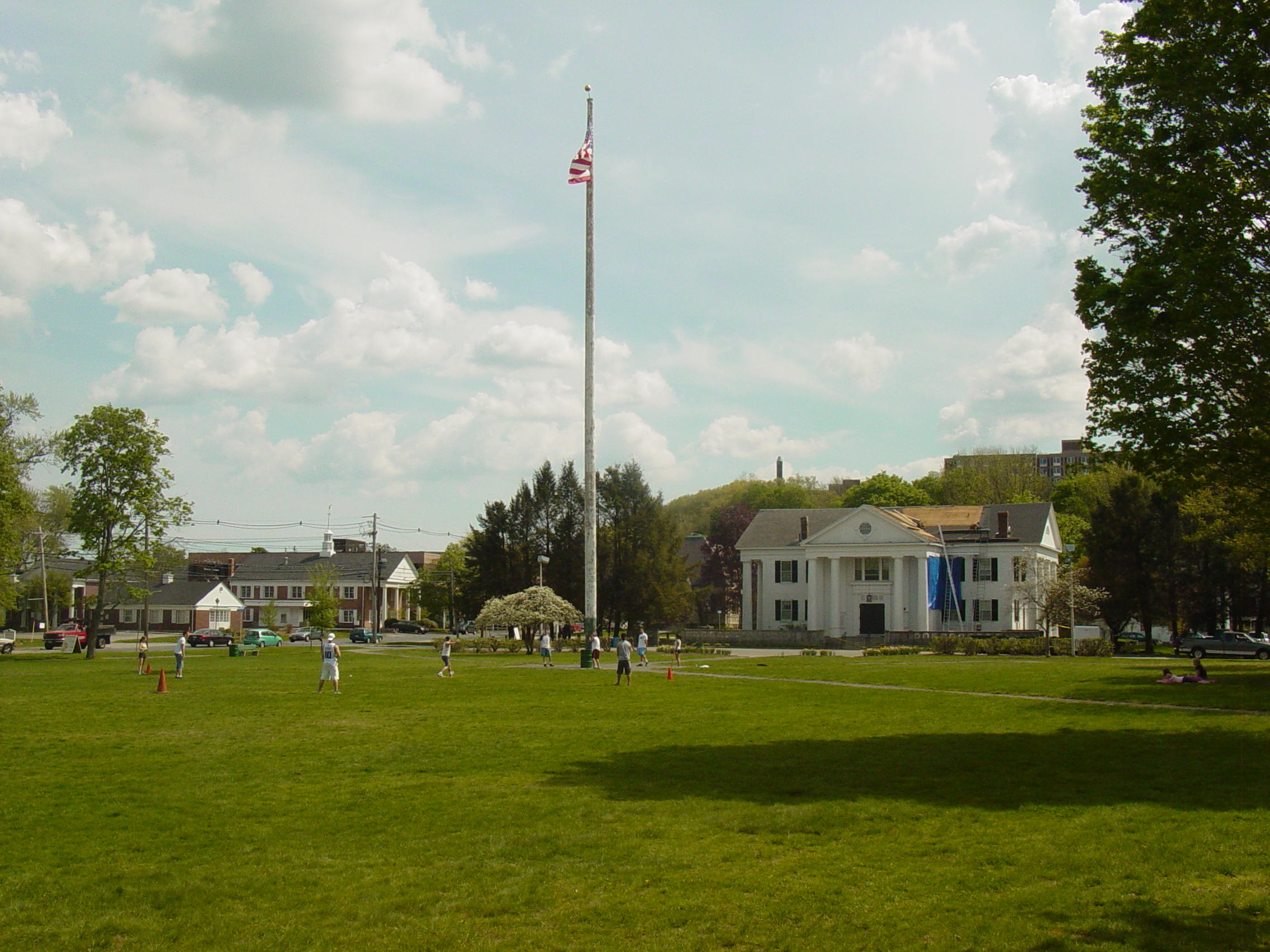
フレイミングハム・センターにあるコモン

フレイミングハム・センターは町の物理的かつ歴史の中心にある。州道9号線（ウースター道路）と、プレザント通り（州道30号線）、ハイ通り、メインストリート、エジェル道路の交差点で形成され、中心的存在はフレイミングハム州立大学である。この大学には数千人の学生がおり、その約3分の1はキャンパス内に住んでいる。1960年代後半、マスハイウェイが高架橋のある交差点に置換され、下の州道9号線は地方道路となり、旧センターの小売り事業地区の南半分を破壊した。残りの半分には、幾つか小さな店舗、レストラン、不動産業者、法律事務所が残った。センターの東側にあった旧ボストン・アンド・ウースター・ストリート鉄道駅は、1980年代初期に商店街に転換され、センター郵便局と幾つか小さな店舗が入った。センターはワン・アンド・トゥー・エジェル道路（小さな小売店2店とオフィスビル）、歴史あるビレッジホール、ジョナサン・メイナード・ビル（元の学校がオフィスビルに転換され、現在は教育学区の管理事務所の大半が入っている）、フレイミングハム歴史センター（元フレイミングハム歴史協会と博物館）、銀行数行、中華料理店、アメリカン・メディカル・レスポンス救急医療ステーションとマッカーシー・オフィスビルで纏められている。
ノブスコットのビレッジは、ウォーター通り、エドマンド道路、エジェル通りの交差点にあり、またパインフィールド、/サクソンビルのビレッジは、コンコード通り、ウォーター通り、セントラル通りの交差点にあり、幾つか小さなオフィスビル、商店街、ガソリンスタンドがある。サクソンビルには元ロクスベリー・カーペット社のビルがあり、現在は産業団地になっている。
さらに州道9号線の州道126号線立体交差からメインストリート/エジェル道路までの部分は、開発が進んだ。アキュラ、シボレー、日産自動車の自動車ディーラー3店、様々な大きさの商店街幾つか、多くの小さなアパート、小さなオフィスビル幾つかと、その他小さな店舗やレストランが、州道9号線をフレイミングハムの主要商業大通りにしている。
町には他にも小さな小売地域や施設が広がっている。例えばうえぃと・アベニューやフランクリン通りの近く、コンコード通りとハートフォード通りの交差点、スクール通り沿い、ハミルトン通り近くである。

## 医療
- メトロウェスト医療センター、元フレイミングハム統合病院、ネイティックのレナード・モース病院を含む
- セントパトリック老人ホーム

## メディア

### 新聞とウェブサイト
- フレイミングハム・オンライン・ニューズ、地元ニュースとコミュニティ情報のウェブサイト[73]
- メトロウェスト・デイリーニューズ、日刊紙[74]
- フレイミングハム・タブ、週刊のタブロイド新聞[75]
- ボストン・グローブ、グローブ・ウェストとよぶ地方版があり、フレイミングハムとメトロウェスト地域をカバーしている[76]
- Boston.com、「貴方の町」というウェブサイトがあり、フレイミングハムをカバーしている[77]
- ジャーナル・ア・セマナ・ブラジリアン・ニューズペーパー[78] – 週刊ブラジル・ポルトガル語のタブロイド紙

### テレビとケーブルテレビ
フレイミングハムには公共、教育、政府アクセスのケーブルテレビがあり、またアクセス・フレイミングハムという地元発のテレビ局もある。住民は地域社会の個性を反映した独自の番組を制作することができ、パブリック・アクセスのケーブルテレビに流すこともできる。
フレイミングハム高校は生徒が運営するテレビ局がある。朝のニュース番組「フライアー・ニューズ」は、11の全国高校エミー賞を獲得してきた。
フレイミングハムは町政府のチャンネルを運営している。町政府がスポンサーとなる番組を提供している。委員会の会合がライブで流され、住民に政治への参加を促している。

### ラジオ
- WXKS (AM 1200) はトーク番組を流すラジオ局である。クリア・チャンネル・コミュニケーションズが所有し、ニュートンで免許が出され、メドフォードにスタジオがある[80]
- WSRO (AM 650) はポルトガル語のラジオ局であり、WXKSからスタジオと送信塔を借りている。ランガー・ブロードキャスティング・グループが所有し、ネイティックで免許が出され、スタジオはフレイミングハムにある[80][81]
- WQOM (AM 1060) はビジネストーク番組を流すラジオ局である。WXKSからスタジオと送信塔を借りている。ランガー・ブロードキャスティング・グループが所有し、アシュランドで免許が出され、スタジオはフレイミングハムにある[80][82]
- WDJM-FM (91.3 FM) はフレイミングハム州立カレッジのFMラジオ局であり、プログレッシブ・ロック、ヒップホップ、ラップを流している。マサチューセッツ州が所有し、フレイミングハムで免許が出され、スタジオもある[83]
- フレイミングハム・アマチュア・ラジオ協会[84]は地元のアマチュア・ラジオ愛好家の団体である

## ユーティリティ
- 電話柱 – フレイミングハムの電話柱の大半はNSTARかベライゾン・コミュニケーションズが所有している
- 送電 – 送電は NStar が担当している。消費者は電力供給者から自由に電力を購入できる
- 電話、ケーブルテレビ、インターネット – フレイミングハムの大半は3つのプロバイダーから供給されている。他に DSL、ISDN、POTS、テレビ電話サービスを行う企業として次がある。
  - コムキャスト
  - RCN
  - ベライゾン・FiOS
- 天然ガス – ナショナル・グリッドのキースパン事業部と、NStar が天然ガスを供給している
- 上下水 – フレイミングハムはマサチューセッツ州水資源局に属し、町で上下水施設を所有している。町の北西隅、エジェル道路の西と州道30号線の北は、井戸と汚水処理タンク方式に頼っている

## 見どころ
フレイミングハムには町中の公立学校と公共公園に多くの運動場と公共施設がある。レクリエーション施設の多くは、ニューディール政策の時代に市民保全部隊によって建設された。

### 文化施設
- アメイジング・シングズ芸術センター[85]
- フレイミングハム・コミュニティ劇場
- フレイミングハム歴史センター（元フレイミングハム歴史協会と博物館）[86]
- ダンフォース博物館[87]
- メトロウェスト芸能センター
- メトロウェスト青年交響楽団[88]

### 公園
- バウディッチ・フィールド、町の主要運動施設。ユニオン・アベニューの中心街とフレイミングハム・センターの中間にあり、フィールドの両側に恒久的な観客席がある大型多目的フットボール場がある。他に野球場、テニスコート、陸上競技場があり、町の公園部の本部もある。バターワース公園とウィンチ公園と共に、1930年代の世界恐慌時代に公共事業促進局プロジェクトとして建設された。2010年に全面的に改修、再建された[89][90]
- バターワース公園、グラント通りとアーサー通りの角にある。中心街に近い1ブロックを占めている。野球場は片面に恒久的観客席がある。バスケットボールコート、テニスコートもある。3面に路上駐車ができる
- ウィンチ公園、バターワース公園の姉妹公園であり、サクソンビルのフレイミングハム高校に隣接してある。野球場は片面に恒久的観客席がある。バスケットボールコート、テニスコート、サッカー場、ラクロス場もある。高校の体育館の片面に多目的運動場が2面ある
- キャラハン州立公園、町の北西隅、ノースフレイミングハムにあり、マサチューセッツ州環境保護レクリエーション省によって運営される大型州立公園である
- コチテュエイト州立公園、コチテュエイト湖沿いにあり、サクソンビル湖浜が湖の北岸にある
- ダンフォース公園、ダンフォース通り沿いにあり、ウェイランド町境に近い。半面バスケットボールコートと小さな野球/キックボール場のある遊技場がある
- フレイミングハム・コモン、フレイミングハム・センターの旧町役場の前、エジェル道路とバーノン通り沿いにある。町のクリスマスツリーや屋外ステージがあり、コンサートや晴天時の行事が行われる。フレイミングハム大学は毎年の卒業式をここで行う[91]
- クッシング公園、サウスサイドにあり、受動的レクリエーション地域である。フレイミングハム平和および9/11記念碑が、クッシング礼拝堂と共に公園内のファーム池の通り向かいにある。第二次世界大戦が終わった後、退役兵病院に使われていた
- ロング運動場、フレイミングハムの南側、中心街近くにあり、リトルリーグの球場3面、ベーブルース球場2面、ソフトボール場、屋外バスケットボールコート、売店2つがある。キーフ工業高校、ローリング・アリーナ、バーバリ小学校に囲まれている。売店はどちらも非営利であり、利益は野球リーグに使われる

### 保護地
- フレイミングハムには公的保護下に置かれた土地が約400エーカー (1.6 km²) ある。
  - ウィッテンボーグの森は1999年にハリエット・ウィッテンボーグが町に寄付した。元々ヘンリー・フォードが1940年代に購入した土地だった。フォードは近くのサドベリーにあるウェイサイド・イン周辺の土地全てを所有し、ハリエット（およびその夫）はその土地を立派に管理できるかを判断するためにフォードから面接を要求された。
  - モレンシーの森は地理的にはネイティックに入っており、フレイミングハムとの境上にあるが、フレイミングハム町が所有している。1940年代までゴミ捨て場に利用されていたが、2001年に保護下に置かれた。
- サドベリーバレー信託はノースフレイミングハムのサドベリー川沿いの土地約200エーカー (0.8 km²) を、民間保護信託の形で所有している。

### レクリエーション

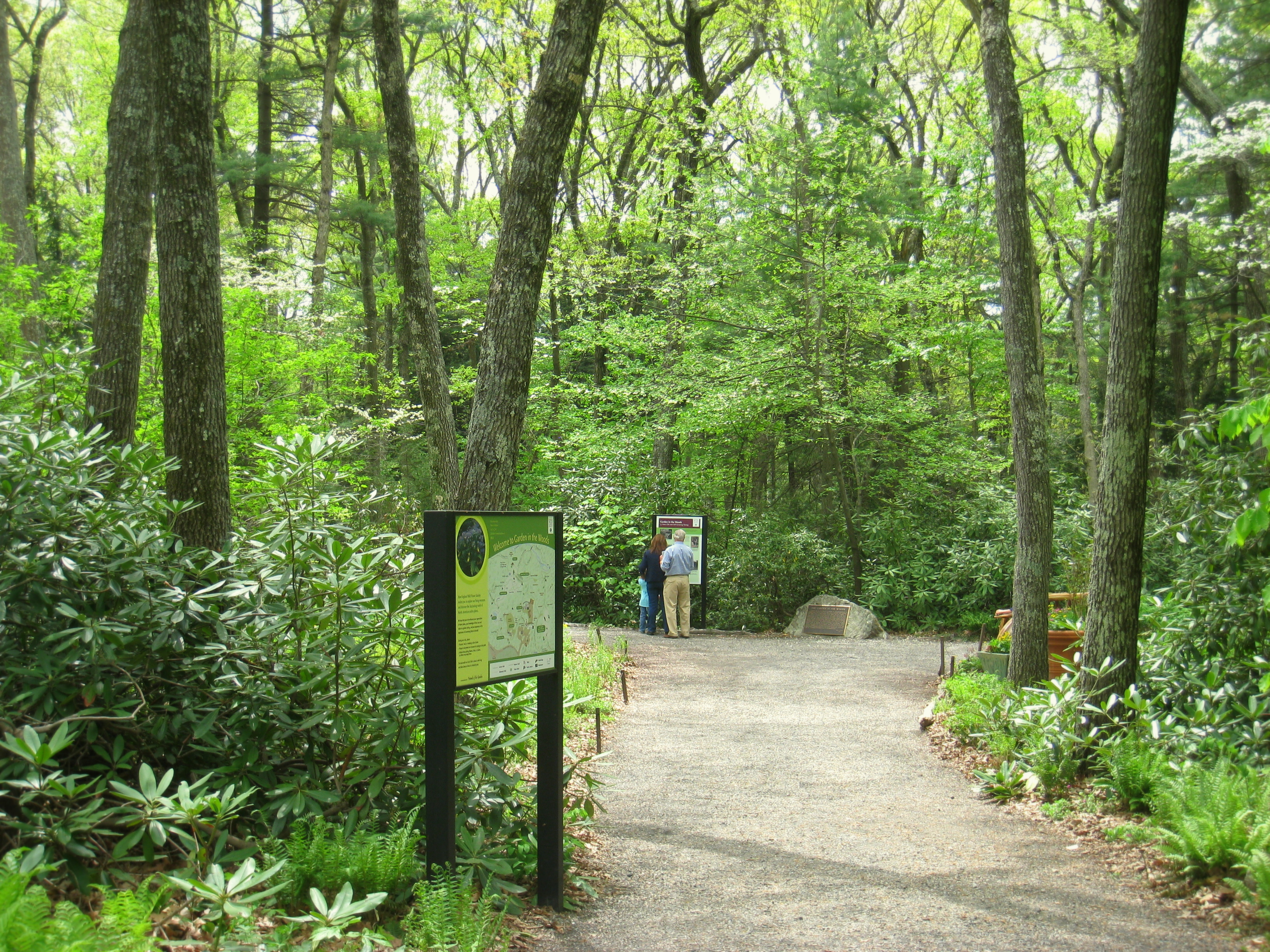
ガーデン・イン・ザ・ウッズ

- ガーデン・イン・ザ・ウッズはニューイングランド野生花協会[92]が運営している植物園であり、ニューイングランド固有の野生花のコレクションでは最大の景観を誇っている。ヒメンウェイ道路近くのノブスコットにある
- フレイミングハム・カントリークラブはサウスサイドのセイラムエンド道路沿いにあり、18ホール、6,580ヤード (6,017 m)、パー72のゴルフコースがある民営ゴルフ場である
- ミルウッドファームズ・ゴルフコースはミルウッド通り近くにあり、パブリックの14ホール、パー53のゴルフコースである。当初は9ホールだったが、1970年代に拡張された。18ホールにするために付近の土地を購入しようとしたが、成功していない
- ノブスコット山保護地は、ボーイスカウト・アメリカのノックス・トレイル・カウンシルが所有する民間施設である[93]。一年の大半を通じて一般開放されている
- フレイミングハム町は公共の浜を幾つか所有している。例えば、コチテュエイト湖のサクソンビルビーチ、ワシャカム湖のワシャカムビーチ、ラーニド池のビーチなどである
- 元のクッシング病院の敷地は、ウォーキング、自転車乗り、ローラーブレード、ピクニックに使われている
- サウスフレイミングハムにあるファーム池はかつて独立記念日の花火大会会場に使われていた。現在はピクニック場になっている
- エドワード・F・ローリング・スケート場は、ファーム池のファウンテン道路とダドリー道路の角にある。9月から4月まで利用できる町営のスケート場である

## 著名な出身者

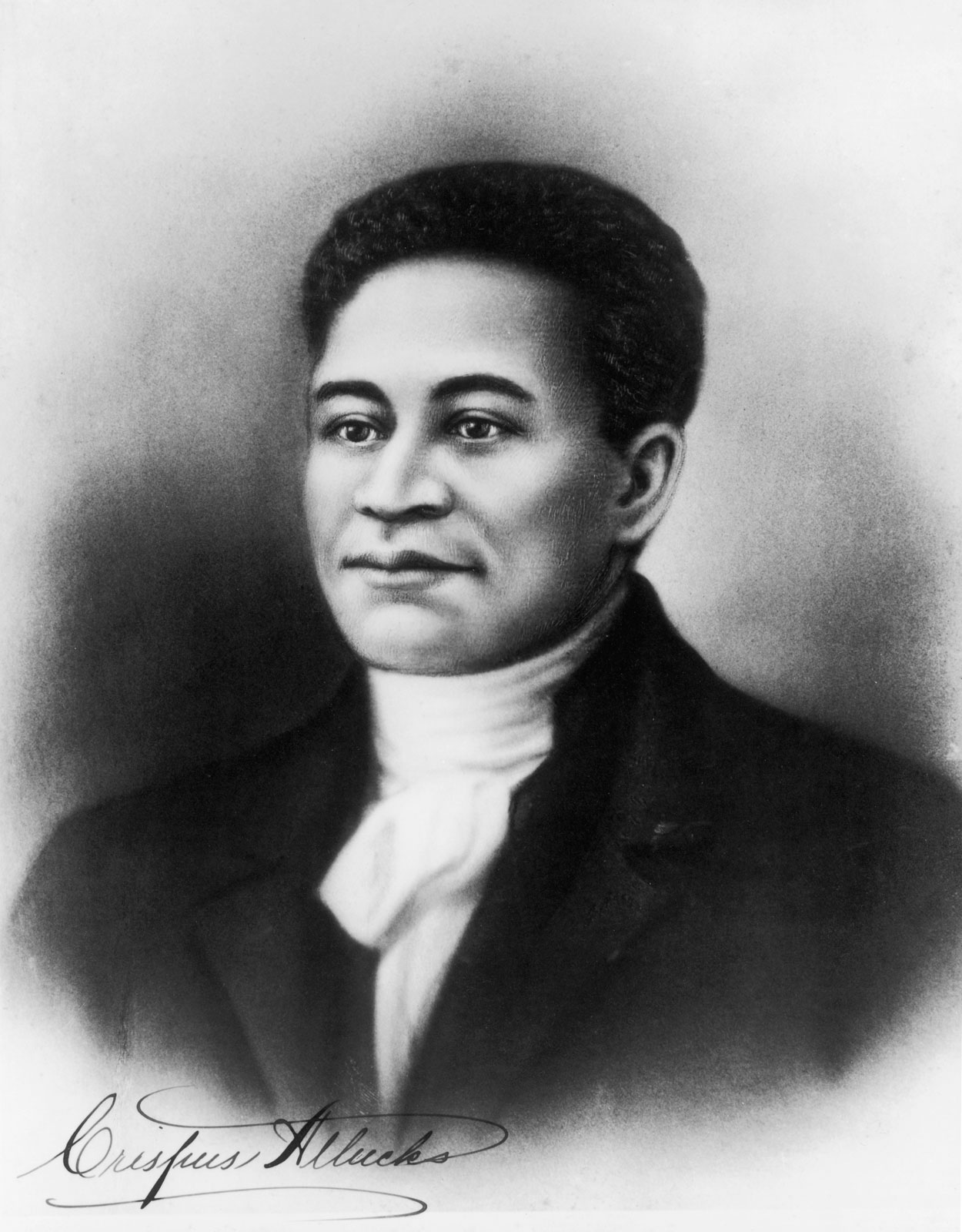
クリスパス・アタックス、アメリカ独立のために最初に殺された人物

- クリスパス・アタックス、ボストン虐殺事件の犠牲者[94]
- デビッド・ブラット、イスラエル系アメリカ人、バスケットボールコーチ、マッカビ・テルアビブBCとクリーブランド・キャバリアーズ
- ロジャー・クレメンス、メジャーリーグベースボール選手、1984年から1996年までのボストン・レッドソックス在籍時に住んでいた
- ジンジャー・フィッシュ、マリリン・マンソン (バンド)のメンバー
- リッチ・ゲドマン、メジャーリーグベースボール選手、1980年から1990年までのボストン・レッドソックス在籍時に住んでいた
- オグ・マンディーノ（1923年–1996年）、著作家
- クリスタ・マコーリフ、教師、NASA宇宙飛行士、チャレンジャー号爆発事故で死亡
- ルー・メローニ、メジャーリーグベースボール選手、1998年から2003年までボストン・レッドソックス
- ナンシー・トラヴィス、女優
- パイ・トレイナー、メジャーリーグベースボール選手、ピッツバーグ・パイレーツ、アメリカ野球殿堂入り
- クリス・コラベロ、メジャーリーグベースボール選手、トロント・ブルージェイズ

## 姉妹都市
- ロシア、ロモノソフ
- ブラジル、ゴベルナドール・バラダレス[95]